# Pambolus caudalis
Pambolus caudalis är en stekelart som beskrevs av Sergey A. Belokobylskij 1988. Pambolus caudalis ingår i släktet Pambolus och familjen bracksteklar. Inga underarter finns listade i Catalogue of Life.